# Casa Lluís Ambrós
La Casa Lluís Ambrós és un edifici del municipi de la Garriga (Vallès Oriental) protegit com a bé cultural d'interès local.

## Descripció
És un habitatge unifamiliar entre parets mitgeres. Assentada damunt un sòcol de carreu. Hi ha un balcó central. La façana està coronada per una pesada cornisa suportada per unes carteles. Aquestes carteles, a la vegada, encerclen el balcó i s'uneixen amb una franja de maó. Les entrepilastres estan esgrafiades amb motius geomètrics.
Hi trobem un nou element singular en aquesta obra de Raspall: el pesat volum del balcó i el tractament de formes i materials. De fet, aquesta obra suposà el final d'una de les etapes d'aquest arquitecte i el començament d'una altra.